# Guimba
Guimba (Bayan ng Guimba) är en kommun i Filippinerna. Kommunen ligger på ön Luzon, och tillhör provinsen Nueva Ecija. Folkmängden uppgår till 87 295 invånare.

## Barangayer
Guimba är indelat i 64 barangayer.
| - Agcano - Ayos Lomboy - Bacayao - Bagong Barrio - Balbalino - Balingog East - Balingog West - Banitan - Bantug - Bulakid - Caballero - Cabaruan - Caingin Tabing Ilog - Calem - Camiling - Cardinal - Casongsong - Catimon - Cavite - Cawayan Bugtong - Consuelo - Culong | - Escano - Faigal - Galvan - Guiset - Lamorito - Lennec - Macamias - Macapabellag - Macatcatuit - Manacsac - Manggang Marikit - Maturanoc - Maybubon - Naglabrahan - Nagpandayan - Narvacan I - Narvacan II - Pacac - Partida I - Partida II - Pasong Inchik | - Saint John District (Pob.) - San Agustin - San Andres - San Bernardino - San Marcelino - San Miguel - San Rafael - San Roque - Santa Ana - Santa Cruz - Santa Lucia - Santa Veronica District (Pob.) - Santo Cristo District (Pob.) - Saranay District (Pob.) - Sinulatan - Subol - Tampac I - Tampac II & III - Triala - Yuson - Bunol |